# Municipio Sucre
Das Municipio Sucre ist ein Verwaltungsbezirk im Departamento Chuquisaca im südamerikanischen Anden-Staat Bolivien.

## Lage im Nahraum
Das Municipio Sucre ist eines von drei Municipios der Provinz Oropeza und umfasst deren zentralen Bereich. Es grenzt im Nordwesten an das Municipio Poroma, im Westen an das Departamento Potosí, im Süden an das Municipio Yotala, im Südosten an die Provinz Yamparáez, im Nordosten an die Provinz Jaime Zudáñez und im Norden an das Departamento Cochabamba.
Das Municipio erstreckt sich zwischen etwa 18° 43' und 19° 10' südlicher Breite und 65° 00' und 65° 25' westlicher Länge, seine Ausdehnung von Westen nach Osten beträgt bis zu 55 Kilometer, von Norden nach Süden bis zu 60 Kilometer.
Das Municipio umfasst 216 Gemeinden (localidades), der zentrale Ort des Municipios ist die Stadt Sucre mit 237.480 Einwohnern (Volkszählung 2012) im südlichen Teil des Municipios.

## Geographie
Das Municipio Sucre liegt im zentralen Teil der bolivianischen Cordillera Central, zwischen dem Altiplano im Westen und dem bolivianischen Tiefland im Osten. Das Klima ist ein kühl-gemäßigtes Höhenklima mit typischem Tageszeitenklima, bei dem die Temperaturunterschiede im Tagesverlauf stärker schwanken als im Jahresverlauf.
Die Jahresdurchschnittstemperatur in der Region liegt bei knapp 16 °C (siehe Klimadiagramm Sucre), die Monatsdurchschnittswerte schwanken zwischen knapp 14 °C im Juni/Juli und 17 °C im Oktober/November. Der Jahresniederschlag beträgt mehr als 700 mm und weist fünf aride Monate von Mai bis September mit Monatswerten unter 25 mm auf, die Sommermonate von Dezember bis März weisen Niederschläge von je 100 bis 150 mm auf.

## Bevölkerung
Die Einwohnerzahl ist zwischen 1992 und 2024 auf fast das Doppelte angestiegen:
| Jahr | Einwohner | Quelle       |
| ---- | --------- | ------------ |
| 1992 | 153.153   | Volkszählung |
| 2001 | 215.778   | Volkszählung |
| 2012 | 259.388   | Volkszählung |
| 2024 | 296.125   | Volkszählung |

Die Bevölkerungsdichte bei der letzten Volkszählung von 2024 betrug 167,5 Einwohner/km², der Alphabetisierungsgrad bei den über 6-Jährigen war von 84,7 Prozent (1992) auf 89,5 Prozent (2001) angestiegen. Die Lebenserwartung der Neugeborenen betrug 66,7 Jahre, die Säuglingssterblichkeit war von 6,1 Prozent (1992) auf 5,3 Prozent im Jahr 2001 zurückgegangen.
89,9 Prozent der Bevölkerung sprechen Spanisch, 61,6 Prozent sprechen Quechua, und 0,8 Prozent sprechen Aymara. (2001)
15,9 Prozent der Bevölkerung haben keinen Zugang zu Elektrizität, 23,1 Prozent leben ohne sanitäre Einrichtung (2001).
87,0 Prozent der 49.979 Haushalte besitzen ein Radio, 73,5 Prozent einen Fernseher, 31,0 Prozent ein Fahrrad, 3,4 Prozent ein Motorrad, 18,1 Prozent ein Auto, 42,3 Prozent einen Kühlschrank, und 36,6 Prozent ein Telefon. (2001)

## Politik
Ergebnis der Regionalwahlen (concejales del municipio) vom 4. April 2010:
| Wahl- berechtigte |  | Wahl- beteiligung | gültige Stimmen |  | PAIS   | MAS-IPSP | PS     | NA-C  | FPV   |
| ----------------- |  | ----------------- | --------------- |  | ------ | -------- | ------ | ----- | ----- |
| 153.706           |  | 133.630           | 109.963         |  | 39.246 | 34.719   | 23.651 | 8.542 | 3.805 |
|                   |  | 86,9 %            | 82,3 %          |  | 35,7 % | 31,6 %   | 21,5 % | 7,8 % | 3,5 % |

Ergebnis der Regionalwahlen (elecciones de autoridades políticas) vom 7. März 2021:
| Wahl- berechtigte |  | Wahl- beteiligung | gültige Stimmen |  | CST     | MAS-IPSP | BSTH   | UNIDOS | C-A    | MNR    |
| ----------------- |  | ----------------- | --------------- |  | ------- | -------- | ------ | ------ | ------ | ------ |
| 224.216           |  | 190.264           | 170.041         |  | 91.997  | 45.806   | 12.070 | 10.394 | 8.859  | 915    |
|                   |  | 87,48 %           | 86,82 %         |  | 54,10 % | 26,94 %  | 7,10 % | 6,11 % | 5,21 % | 0,54 % |

## Gliederung
Das Municipio Sucre besteht aus den folgenden vierzehn Kantonen (cantones):
- 01-0101-01 Kanton Sucre – 12 Vicecantones – 21 Gemeinden – 239.449 Einwohner (2001: 193.876 Einwohner)
- 01-0101-02 Kanton Chaunaca – 3 Vicecantones – 24 Gemeinden – 602 Einwohner (2001: 666 Einwohner)
- 01-0101-03 Kanton Potolo – 15 Vicecantones – 37 Gemeinden – 2.672 Einwohner (2001: 2.847 Einwohner)
- 01-0101-04 Kanton Arabate – 7 Vicecantones – 7 Gemeinden – 727 Einwohner (2001: 957 Einwohner)
- 01-0101-05 Kanton Huata – 13 Vicecantones – 23 Gemeinden – 1.378 Einwohner (2001: 1.939 Einwohner)
- 01-0101-06 Kanton La Palca – 6 Vicecantones – 7 Gemeinden – 514 Einwohner (2001: 1.006 Einwohner)
- 01-0101-07 Kanton Mojotoro – 18 Vicecantones – 20 Gemeinden – 2.739 Einwohner (2001: 2.982 Einwohner)
- 01-0101-08 Kanton Quila Quila – 8 Vicecantones – 25 Gemeinden – 1.860 Einwohner (2001: 1.754 Einwohner)
- 01-0101-09 Kanton San Lazaro – 14 Vicecantones – 20 Gemeinden – 1.480 Einwohner (2001: 1.105 Einwohner)
- 01-0101-10 Kanton San Sebastián – 7 Vicecantones – 10 Gemeinden – 1.671 Einwohner (2001: 792 Einwohner)
- 01-0101-11 Kanton Chuqui Chuqui – 19 Vicecantones – 22 Gemeinden – 2.952 Einwohner (2001: 3.115 Einwohner)
- 01-0101-12 Kanton Huanifaya – 13 Vicecantones – 13 Gemeinden – 1.395 Einwohner (2001: 2.168 Einwohner)
- 01-0101-13 Kanton Mamahuasi – 6 Vicecantones – 11 Gemeinden – 747 Einwohner (2001: 693 Einwohner)
- 01-0101-14 Kanton Maragua – 8 Vicecantones – 15 Gemeinden – 1.202 Einwohner (2001: 1.650 Einwohner)

## Ortschaften im Municipio Sucre
- Kanton Sucre
  - Sucre 237.480 Einw.

- Kanton Chaunaca
  - Chaunaca 188 Einw.

- Kanton Potolo
  - Potolo 620 Einw.

- Kanton Arabate
  - Arabate 140 Einw.

- Kanton La Palca
  - Bella Vista 190 Einw.

- Kanton Mojotoro
  - Chaco 771 Einw. – Kacha Kacha 279 Einw. – Mojotoro 278 Einw. – Paredón 254 Einw.

- Kanton Quila Quila
  - Quila Quila 393 Einw. – Purun Quila 366 Einw. – Picachulo 364 Einw. – Lecopaya 263 Einw. – Tajchi 191 Einw.

- Kanton San Lazaro
  - Kora Kora 513 Einw.

- Kanton San Sebastián
  - Kuchu Tambo 505 Einw.

- Kanton Chuqui Chuqui
  - Surima 792 Einw. – Chuqui Chuqui 403 Einw. – Sausal 67 Einw.

- Kanton Huanifaya
  - Sivisto 282 Einw.

- Kanton Mamahuasi
  - Punilla 146 Einw. – Cajamarca 126 Einw.

- Kanton Maragua
  - Maragua 227 Einw.